# Tataren-Melde
Die Tataren-Melde (Atriplex tatarica), auch Tatarische Melde genannt, ist eine Pflanzenart aus der Gattung der Melden (Atriplex) innerhalb der Familie der Fuchsschwanzgewächse (Amaranthaceae). Im deutschsprachigen Raum ist diese Art hauptsächlich in Österreich heimisch, verbreitet sich auch in Teilen Niedersachsens.

## Beschreibung

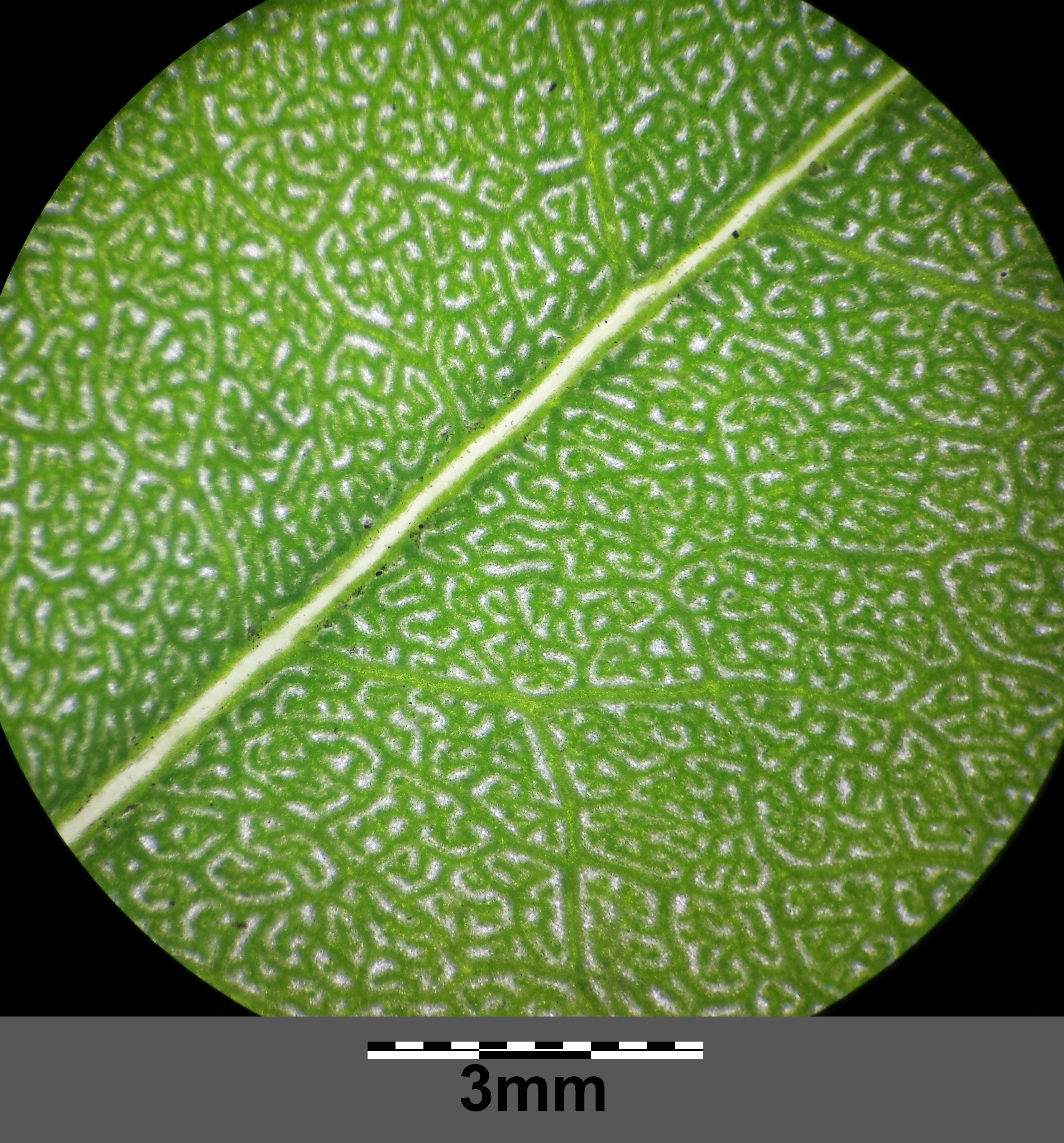
Die Laubblätter (Unterseite im Durchlicht) weisen das regelmäßige, dicht verästelte Nervennetz der Kranz-C_{4}-Pflanzen auf.

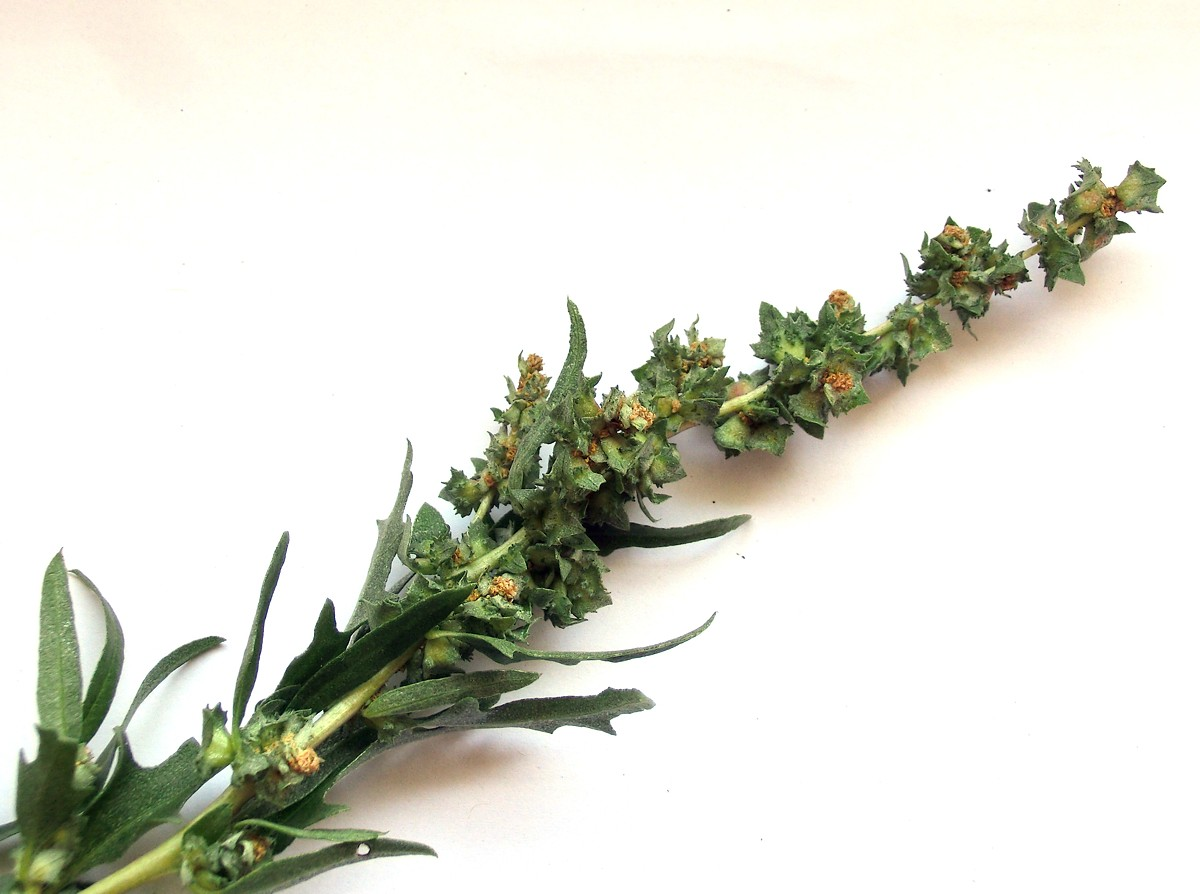
Blütenstand

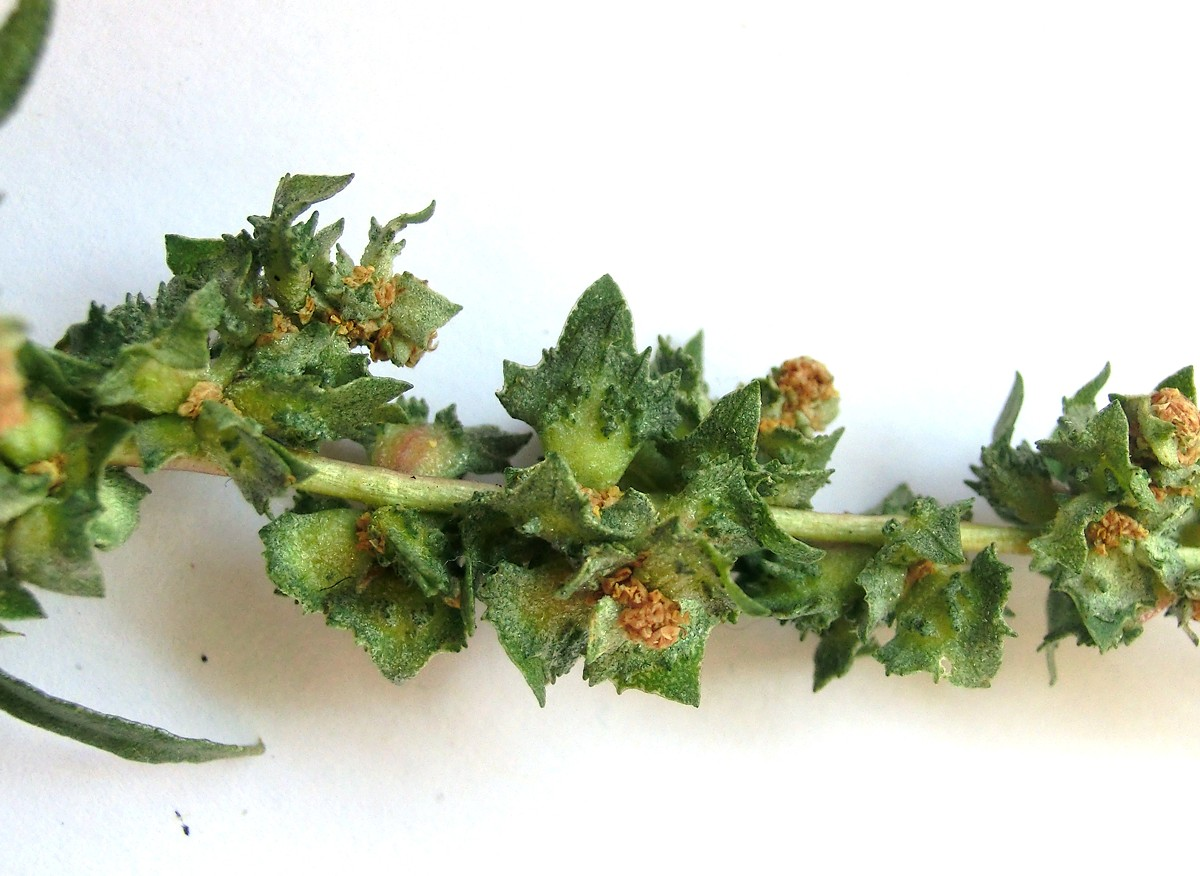
Abgeblühte männliche Blüten (hellbraun) und Vorblätter der weiblichen Blüten

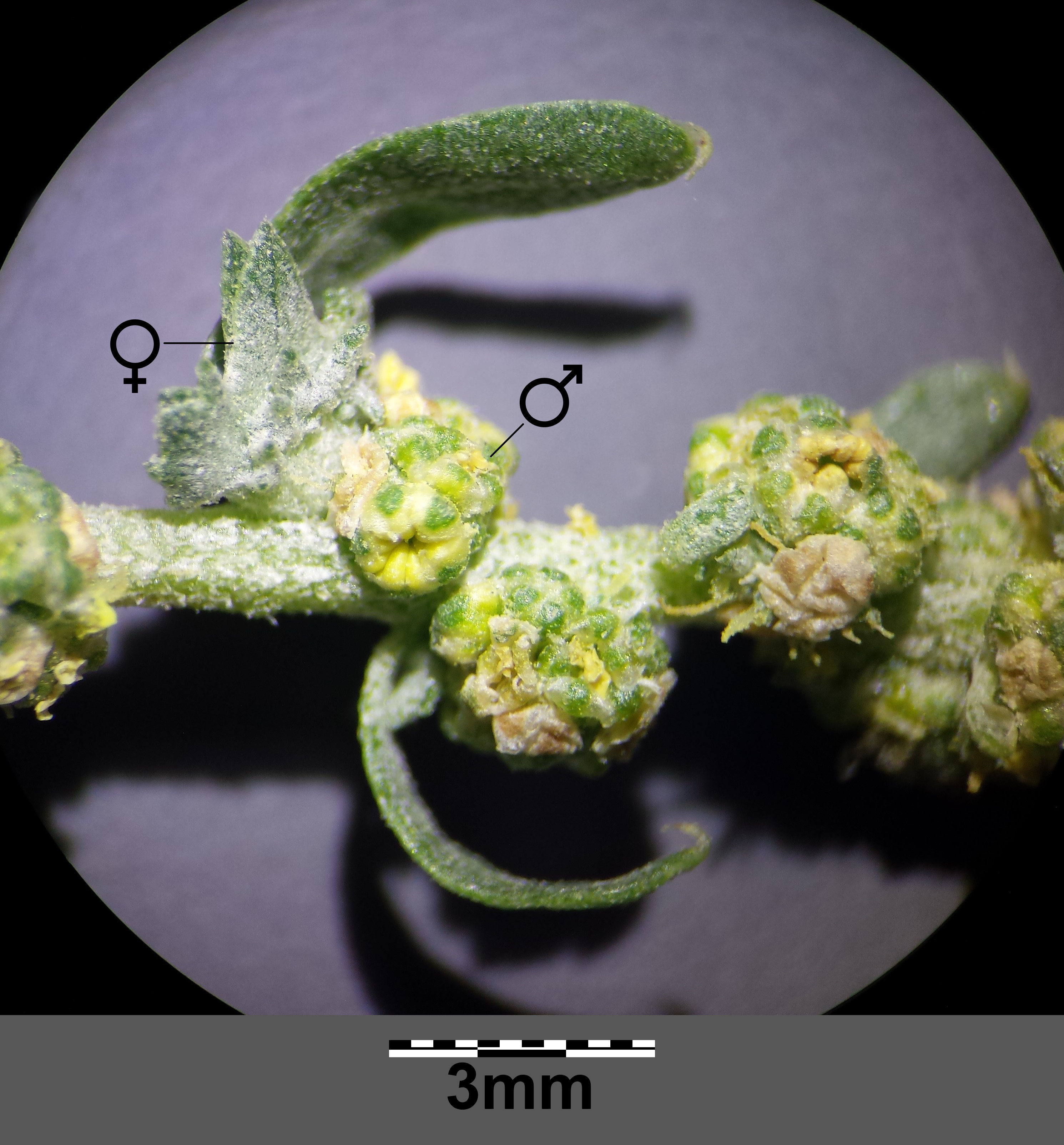
Blütenstand mit weiblichen und männlichen Blüten

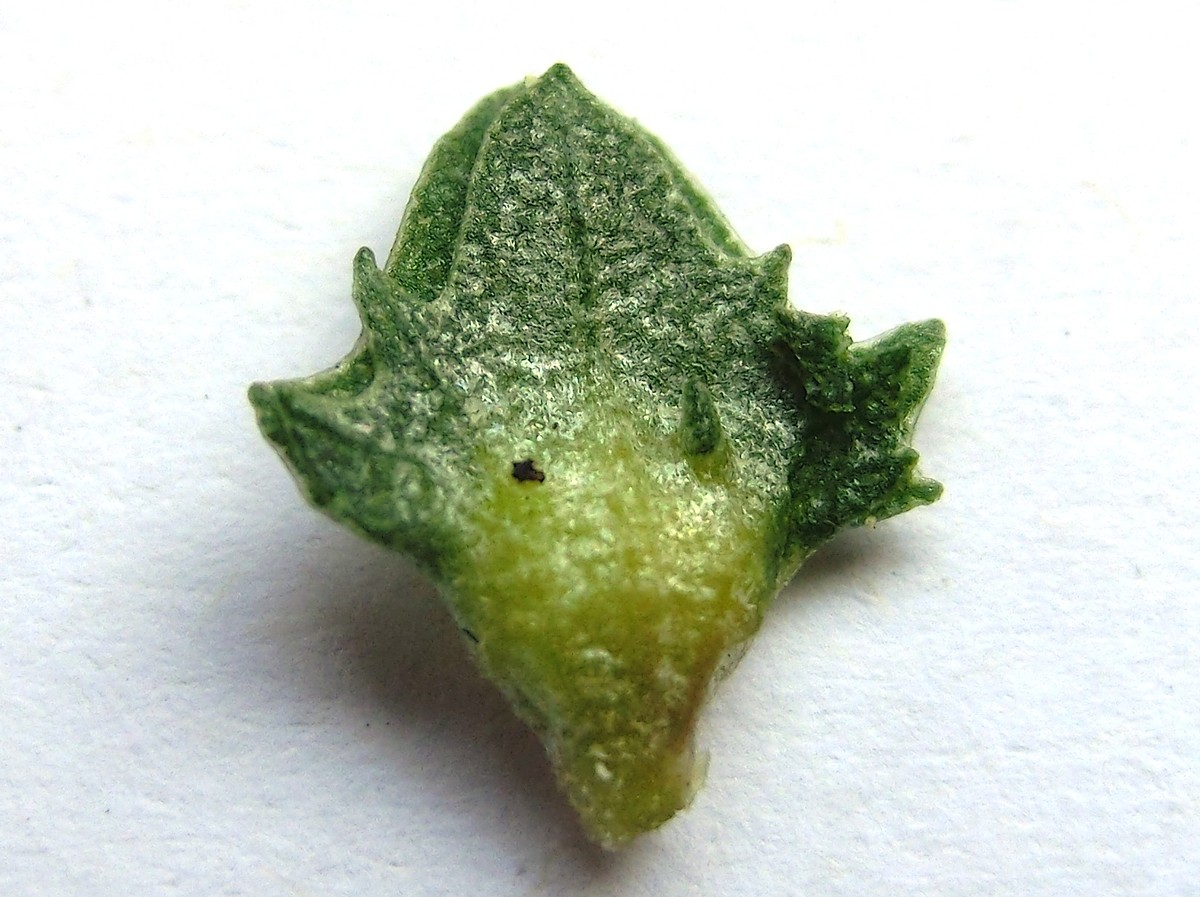
Vorblätter mit knorpeliger Basis und Anhängseln

### Vegetative Merkmale
Die Tataren-Melde ist eine einjährige krautige Pflanze. Ihr aufrechter, auf salzhaltigen Standorten auch niederliegender Stängel erreicht Wuchshöhen von meist 30 bis 80, selten bis über 150 Zentimetern. Er ist stark verzweigt mit schräg abstehenden oder aufsteigenden weißlichen Ästen mit kahler oder anfangs schwach bemehlter Oberfläche.
Die (mit Ausnahme der untersten) wechselständig am Stängel angeordneten Laubblätter weisen eine Länge von 3 bis 7, selten bis über 10 Zentimetern und eine Breite von 1 bis 4 Zentimetern auf. Die unteren Blätter sind bis 2 Zentimeter lang gestielt, die oberen fast sitzend. Ihre dicht mit Blasenhaaren besetzte, dadurch unterseits grau-silbrige, oberseits grüne oder graue Blattspreite ist dreieckig-eiförmig bis länglich-lanzettlich, mit keilförmiger oder fast spießförmiger Basis. Der Blattrand ist unregelmäßig gezähnt oder buchtig gelappt bis dreilappig und kraus gewellt, die obersten Blätter sind fast ganzrandig. Die Blattform ist sehr variabel.

### Blütenstand und Blüte
Die Tataren-Melde ist einhäusig getrenntgeschlechtig (monözisch). In ährigen Blütenständen, die fast keine Tragblätter aufweisen, stehen die Blüten in gedrängten oder entfernteren kugeligen Knäueln. Die männlichen Blüten besitzen vier bis fünf Blütenhüllblätter (Tepalen) und fünf Staubblätter mit länglichen Staubbeuteln. Die weiblichen Blüten, die zu mehreren gebüschelt auftreten, werden von zwei rhombisch-eiförmigen Vorblättern umhüllt, Blütenhüllblätter sind nicht vorhanden; sie enthalten nur einen vertikalen Fruchtknoten.

### Frucht und Samen
Die vertikale Frucht wird von den bis zur Hälfte miteinander verwachsenen Vorblättern umhüllt, die zur Fruchtzeit knorpelig verhärten und dann in der unteren Mitte gelblich-weiß und deutlich geadert sind. Die sitzenden oder kurz gestielten Vorblätter sind bei einer Länge von 3 bis 8, selten bis zu 10 Millimetern und einer Breite von 3 bis 7 Millimetern rhombisch bis eiförmig oder fast fächerförmig. Ihr Rand ist unregelmäßig gezähnt oder weist teilweise zwei Seitenlappen auf. Auf ihrer Rückseite tragen sie mitunter einige knotige Anhängsel.
Die häutige weißliche Fruchtwand umschließt den Samen. Es gibt rote, konvexe Samen mit einem Durchmesser von 1,5 Millimetern sowie hellbraune, flache bis konkave Samen mit einem Durchmesser von 1,5 bis 2,5 Millimetern (Heterokarpie).

### Chromosomenzahl
Die Chromosomenzahl beträgt überwiegend 2n = 18 (bei einer Untersuchung wurde auch 2n = 36 angegeben).

### Photosyntheseweg
Die Tataren-Melde ist eine C4-Pflanze mit Kranzanatomie.

## Ökologie und Phänologie
Die Blütezeit der Tataren-Melde reicht in Deutschland von Juli bis September. Die Bestäubung erfolgt in der Regel durch den Wind, ist aber auch durch Insekten möglich.

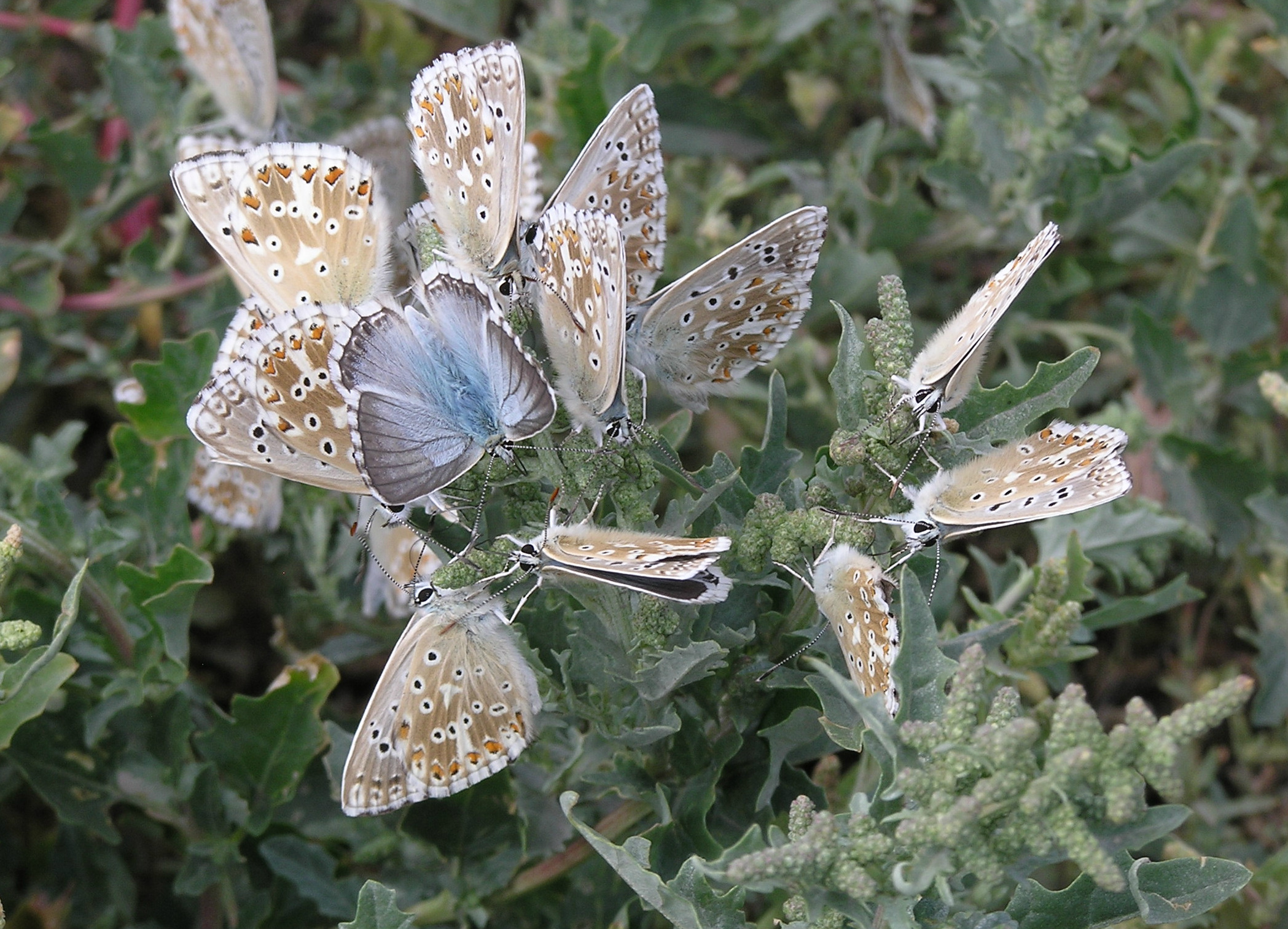
Tataren-Melde mit Schmetterlingen (Silbergrüner Bläuling Polyommatus coridon)

Die Tataren-Melde ist eine Nahrungspflanze für die Schmetterlingsraupen des Miniersackträgers Coleophora serinipennella.

## Vorkommen

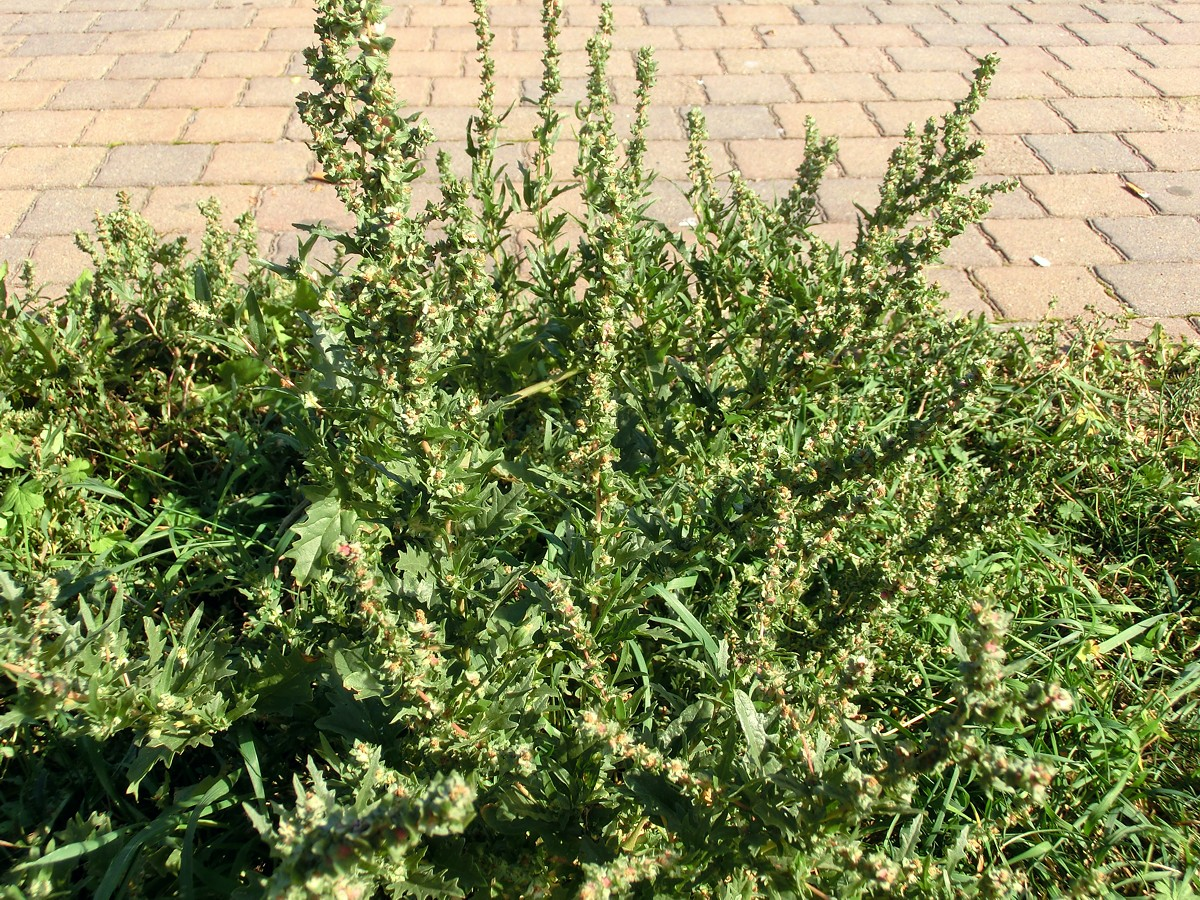
Tatarenmelde am Straßenrand östlich von Halle (Saale)

Das natürliche Verbreitungsgebiet der Tataren-Melde umfasst Ostmittel-, Ost- und Südeuropa, Nordafrika, Westasien und Zentralasien bis nach China. Dort besiedelt sie die Ufer salzhaltiger Gewässer, Halbwüsten und sandige, salzhaltige Wüsten sowie Ruderalstellen bis in Höhenlagen von 1800 Meter (selten bis 3000 Meter). Diese Art gedeiht in einem weiten Klimabereich bis zur borealen Zone. Ihr Hauptverbreitungsgebiet liegt im Tiefland der irano-turanischen Zone.
Eingeschleppt kommt die Tataren-Melde auch in vielen anderen Regionen vor. So ist sie in Teilen von Mittel- und Nordosteuropa eingebürgert und tritt gelegentlich in Nordeuropa auf. Auch an den Küsten von Nordamerika ist sie eingeschleppt worden. Außerhalb ihres natürlichen Areals findet man sie fast ausschließlich an durch Menschen beeinflussten (anthropogenen) Standorten.
In Österreich tritt die Art im pannonischen Gebiet zerstreut auf trockenen, meist skelettreichen und nährstoffreichen Ruderalfluren und an mit Streusalz belasteten Straßenrändern in der collinen Höhenstufe auf. Die natürlichen Vorkommen beschränken sich auf die Bundesländer Wien, Niederösterreich und Burgenland, in der Steiermark und Kärnten sind nur unbeständige Vorkommen auf Bahnanlagen bekannt.
In Deutschland ist die Tataren-Melde ein eingebürgerter Neophyt. Als kontinentale Art kommt sie vor allem in Ostdeutschland vor, in den anderen Landesteilen tritt sie nur selten und unbeständig auf. Sie wächst in Mitteleuropa in kurzlebigen Unkrautfluren, beispielsweise an Bahnhöfen, Hafenanlagen, Straßenrändern oder Schuttplätzen auf nährstoffreichen Sand- und Steinböden. Im System der Pflanzensoziologie liegt ihr Schwerpunktvorkommen in Mitteleuropa im Verband Sisymbrion. Im Mittelmeerraum kommt sie in Pflanzengesellschaften des Verbands Chenopodion muralis vor. Sie gilt als eine Zeigerpflanze für volle Besonnung, Trockenheit und Wärme (Steppenklima).

## Systematik
Die Tataren-Melde (Atriplex tatarica) zählt innerhalb der Gattung Atriplex zur C4-Atriplex-Clade. Mit der Gelappten Melde (Atriplex laciniata) und anderen nah verwandten Arten wird sie zum Atriplex tatarica-Aggregat zusammengefasst.
Die Erstveröffentlichung von Atriplex tatarica erfolgte 1753 durch Carl von Linné in Species Plantarum, Tomus II, S. 1053.
Da die Tataren-Melde äußerst variabel in Wuchsform, Verzweigung und Blattform ist, wurden viele Formen
als eigene Arten, Unterarten oder Varietäten beschrieben. Synonyme von Atriplex tatarica L. sind Atriplex diffusa Ten., Atriplex graeca Willd., Atriplex laciniata H.J.Coste, Atriplex olivieri Moq., Atriplex veneta Willd. und Atriplex tatarica t.infr. diffusa Hayek. Auf demselben Typusexemplar basieren zudem die Synonyme Chenopodium tataricum (L.) E.H.L.Krause: Schizotheca tatarica (L.) Čelak. und Teutliopsis tatarica (L.) Čelak.

## Nutzung
Die Blätter und jungen Pflanzen der Tataren-Melde sind essbar und dienen in Notzeiten als Gemüse. Auch die Samen können gekocht gegessen werden. Gemahlen können sie zum Andicken von Speisen oder als Mehlzusatz beim Brotbacken genutzt werden.